# هالي إروين
هالي إروين هي لاعبة هوكي الجليد كندية، ولدت في 6 يونيو 1988 في ثاندر باي في كندا.

## وصلات خارجية
- هالي إروين على موقع EliteProspects.com (الإنجليزية)
- هالي إروين على موقع اللجنة الأولمبية الدولية (الإنجليزية)
- هالي إروين على موقع أوليمبيديا (الإنجليزية)
- هالي إروين على موقع اللجنة الأولمبية الكندية (الإنجليزية)

لم يتم العثور على روابط لمواقع التواصل الاجتماعي.